# Varvara Graceva
Varvara Andreyevna Gracheva (n. 2 august 2000, Jukovski, Moscova, Rusia) este o jucătoare de tenis franceză de origine rusă. Cea mai bună clasare a carierei la simplu este locul 39 mondial, în ianuarie 2024, iar la dublu, locul 135 mondial, în martie 2022.

## Legături externe
Materiale media legate de Varvara Graceva la Wikimedia Commons
- Varvara Graceva la Women's Tennis Association
- Varvara Graceva la International Tennis Federation